# Liste der Biografien/Ziy
Liste der Biografien |
Portal Biografien |
Personensuche
# |
A |
B |
C |
D |
E |
F |
G |
H |
I |
J |
K |
L |
M |
N |
O |
P |
Q |
R |
S |
T |
U |
V |
W |
X |
Y |
Z |
?
 
Za |
Zb |
Zc |
Zd |
Ze |
Zf |
Zg |
Zh |
Zi |
Zj |
Zk |
Zl |
Zm |
Zn |
Zo |
Zr |
Zs |
Zu |
Zv |
Zw |
Zy |
Zz
 
Zia |
Zib |
Zic |
Zid |
Zie |
Zif |
Zig |
Zih |
Zij |
Zik |
Zil |
Zim |
Zin |
Zio |
Zip |
Zir |
Zis |
Zit |
Ziu |
Ziv |
Ziw |
Zix |
Ziy |
Ziz
Die Liste der Biografien führt alle Personen auf, die in der deutschsprachigen Wikipedia einen Artikel haben. Dieses ist eine Teilliste mit 13 Einträgen von Personen, deren Namen mit den Buchstaben „Ziy“ beginnt.

## Ziy

### Ziya
- Ziya Gökalp († 1924), türkischer politischer Publizist, Soziologe, Intellektueller
- Ziya Pascha († 1880), osmanischer Autor und Übersetzer
- Ziya’-ud-Din Barani (* 1285), indischer Historiker
- Ziyad an-Nachala (* 1953), palästinensischer Terroristenführer des Islamischen Dschihad (PIJ)
- Ziyād ibn Abī Sufyān († 673), arabischer Statthalter im Irak
- Ziyād, Tāriq ibn († 720), muslimischer Eroberer des Westgotenreichs (711–714)Tāriq ibn Ziyād († 720)

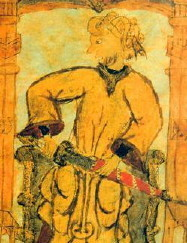
Tāriq ibn Ziyād († 720)

- Ziyādat Allāh I. († 838), Emir der Aghlabiden
- Ziyadat Allah III. († 916), Emir der Aghlabiden
- Ziyadxanov, İsmayıl xan (1867–1920), aserbaidschanischer Politiker und Staatsmann
- Ziyaye, Tarcisius Gervazio (1949–2020), malawischer Geistlicher, römisch-katholischer Erzbischof von Blantyre

### Ziye
- Ziyech, Hakim (* 1993), marokkanisch-niederländischer Fußballspieler

### Ziyi
- Ziying († 206 v. Chr.), letzter Herrscher der Qin-Dynastie

### Ziyu
- Ziyu He (* 1999), österreichischer Violinist